# Upszar
Der Upszar ist ein Berg in den polnischen Mittleren Pieninen, einem Gebirgszug der Pieninen, mit 655 Metern Höhe. Er liegt in den Czorsztyner Pieninen. Teilweise wird seine Höhe auch mit 678 Metern angegeben. Diese Zahl bezieht sich jedoch auf den Gipfel Piekiełko im gleichen Massiv. Der Gipfel liegt ungefähr 200 Meter über dem Tal des Dunajec sowie ca. 150 Meter über dem Stausee Jezioro Czorsztyńskie, an den er unmittelbar angrenzt. Die Staumauer wurde in den Südwesthang des Upszar gebaut, an der Stelle, wo sich zuvor der obere Dunajec-Durchbruch befand.

## Lage und Umgebung
Der Upszar liegt im Hauptkamm der Pieninen. Südöstlich des Gipfels liegt der untere Dunajec-Durchbruch, nördlich liegt das Tal der Krośnica.

## Etymologie
Es ist nicht eindeutig geklärt, woher der Name Upszar kommt. Es ist möglich, dass er deutschen Ursprungs ist und auf den Begriff Überschar zurückgeht, der eine Flächenmeßeinheit der hier lebenden deutschsprachigen Siedler war.

## Tourismus
Der Upszar liegt im Pieninen-Nationalpark. Er ist für Touristen nicht zugänglich, jedoch von allen Seiten gut sichtbar.

## Panorama

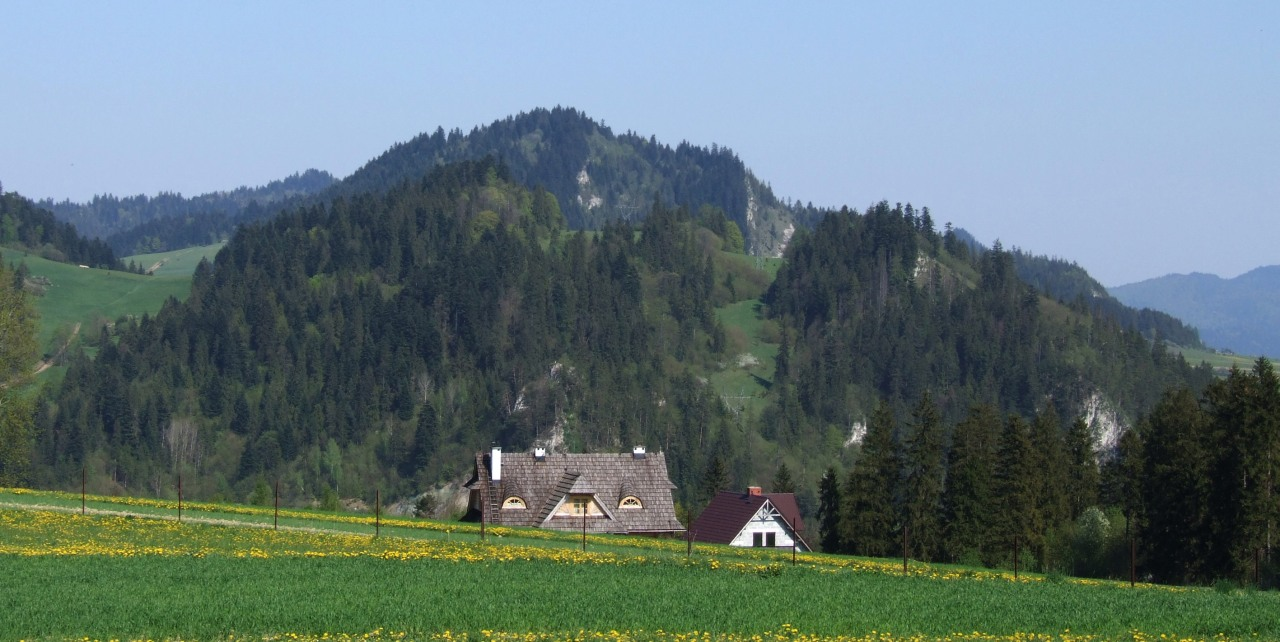
Blick von den Zipser Pieninen